# Nok hualon
Nok hualon (лат.) — вид воробьиных птиц из семейства бюльбюлевых. Описаны из центральной части Лаоса в 2009 году. Это одна из очень немногих азиатских птиц с голым (не покрытым перьями) лицом. Видовое название hualon происходит от лаосского слова, означающего «лысый». Молекулярное исследование 2018 года выявило, что вид не следует относить к роду Pycnonotus. В результате для него был создан отдельный род Nok (от лаосского «птица»).

## Описание

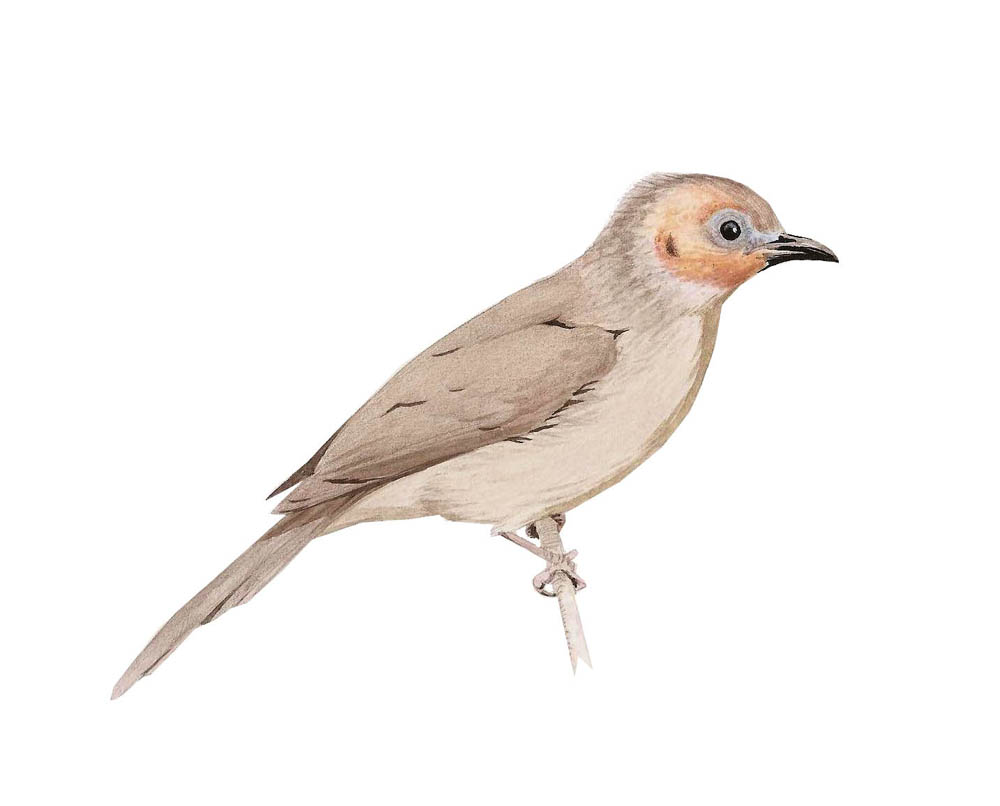
Скетч

Основная окраска оливково-зелёная. Лицо голое, розовое. Кожа вокруг глаз голубоватая. Длина двух собранных к настоящему времени особей составляла около 20 см, масса — 32—40 г. Грудь и живот птицы желтовато-серые, верхние части тела оливковые, горло беловатое.
МСОП присвоил виду охранный статус LC.